# Cachaça Sanhaçu
A Sanhaçu ou Cachaça Sanhaçu, é a primeira cachaça orgânica certificada de Pernambuco e em 2015 se tornou o primeiro engenho do país movido a Energia Solar. Fica localizada na cidade de Chã Grande, estado de Pernambuco.

## História
A família Barreto Silva trabalha com agricultura orgânica desde a aquisição da propriedade, em 1993. Ao longo desses anos foram implementado o sistema de manejo agroflorestal que encontra-se bastante desenvolvido podendo-se observar exemplares de árvores nativas da Mata Atlântica.
Produzida na propriedade da família Barreto Silva, no município de Chã Grande, distante cerca 85 km da capital do Estado, Recife, a Sanhaçu foi certificada como orgânica desde seu ingresso no mercado em 2008.
Com o ressurgimento da flora original, a propriedade tornou-se um refúgio natural para fauna nativa da região, onde contempla-se com frequência animais como: teju, saguis, raposas, lebres e diversas aves, dentre elas o sanhaçu, que deu origem ao nome da cachaça.

## Curiosidades
Buscando harmonia com a natureza e o mínimo de impacto ambiental a Sanhaçu preocupa-se especialmente com os resíduos, reaproveitando quase tudo no próprio processo de produção da cachaça. Com este compromisso com o meio ambiente, a Sanhaçu recebeu em 2013 o Certificado de Carbono Zero.

### Energia solar e eólica
Além disso, parte da energia utilizada na propriedade é proveniente de fontes renováveis, como: solar e eólica. O Engenho Sanhaçu é o primeiro do país a utilizar energia solar em praticamente toda sua produção. São 15 placas fotovoltaicas. É possível ver na propriedade a utilização de energia eólica.

### Reutilização da água
Toda água utilizada para resfriamento na produção de cachaça é reutilizada proporcionando assim uma economia de mais de 50%.

### Reaproveitamento de resíduos
Cerca de 1/3 de todo bagaço produzido é utilizado como combustível na caldeira. Os 2/3 restantes são aguados com vinhoto e quando acrescidos de matérias orgânicas, inclusive as cinzas oriundas da caldeira, formam um excelente adubo, retornando para o canavial como fertilizante natural.
Todo este cuidado com o meio ambiente tornaram a Sanhaçu um verdadeiro oásis verde na região.

## Produtos
A destilação da cachaça Sanhaçu ocorre em alambiques de cobre, o que propicia características especiais de aroma e sabor. O armazenamento acontece por um período mínimo de dois anos em três tipos diferentes de madeira.

### Freijó
Esta cachaça é ideal para acompanhar pratos de entrada como queijos, saladas, peixes e crustáceos.

### Carvalho
Cachaças armazenadas em toneis de carvalho harmonizam com pratos condimentados e suculentos.

### Umburana
A cachaça armazenada em tonel de umburana pode acompanhar pratos salgados, mas a sua harmonização é perfeita com doces, sobretudo bolo de rolo (patrimônio cultural do Estado de Pernambuco), sorvetes e salada de frutas.